# دانيال بونس
دانيال بونس هو موسيقي كوبي، ولد في 12 يوليو 1953 في هافانا في كوبا، وتوفي في 10 مارس 2013 في ميامي في الولايات المتحدة.

## وصلات خارجية
- دانيال بونس على موقع ميوزك برينز (الإنجليزية)
- دانيال بونس على موقع أول ميوزيك (الإنجليزية)
- دانيال بونس على موقع ديسكوغز (الإنجليزية)